# Morrice
Morrice – wieś w Stanach Zjednoczonych, w stanie Michigan, w hrabstwie Shiawassee.